# Henrylygus nubilus
Henrylygus nubilus är en insektsart som först beskrevs av Van Duzee 1914.  Henrylygus nubilus ingår i släktet Henrylygus och familjen ängsskinnbaggar. Inga underarter finns listade i Catalogue of Life.